# Akharem, Orhangazi
Akharem là một xã thuộc huyện Orhangazi, tỉnh Bursa, Thổ Nhĩ Kỳ. Dân số thời điểm năm 2011 là 316 người.